# 猶他州廷帕諾戈斯山聖殿
猶他廷帕諾戈斯山聖殿（Mount Timpanogos Utah Temple）是耶穌基督後期聖徒教會的第49座聖殿，也是猶他郡的第二座聖殿和猶他州的第九座聖殿。猶他廷帕諾戈斯山聖殿在1992年宣布建設。在1996年的為期六週的開放參觀的期間，有679,217人參觀了猶他廷帕諾戈斯山聖殿。
聖殿歷史
這座聖殿是由教會總會會長團的戈登·興格萊會長（Gordon B. Hinckley）於1992年10月3日教會總會大會宣布的，聖殿位置在先前是一座在亞美利加岐的教會福利農場。 猶他廷帕諾戈斯山聖殿俯瞰著亞美利加岐，雪松丘陵，海蘭和阿爾派恩以及附近的猶他湖等城市。廷帕諾戈斯山，雄偉的11750英尺（3580公尺）高的山峰，和瓦薩奇山脈作為背景。
宣布成立一年後，猶他廷帕諾戈斯山奠基儀式進行。大約有12,000人聚集在聖殿遺址上進行儀式。在這大會中，西班牙馬德里聖殿的位置宣布了。
1995年7月，當天使摩羅乃雕像被抬升到聖殿尖塔190英尺（58 公尺）的位子時，有2萬人參加了儀式。然後自發開始唱《神靈如火》。
在公眾開放日的六週內（1996年8月10日至9月21日），共有679,217人參觀了猶他廷帕諾戈斯山聖殿。在開放日期間，至少有一次，超過800群兒童合唱團（由聖殿區幾乎每個支會和分會組成）在聖殿的正門附近至少進行了一次。
耶穌基督後期聖徒教會總會會長戈登·興格萊會長（Gordon B. Hinckley）於1996年10月13日為猶他廷帕諾戈斯山聖殿執行奉獻。奉獻持續了整整一周的時間，在星期日進行了三屆，在接下來的每一天進行了四屆，共進行了27次奉獻。
在奉獻之前，興格萊會長和他在總會會長團的第一和第二咨理多馬·孟森會長（Thomas S. Monson）和傅士德雅各會長（James E. Faust）將灰漿塗抹在聖殿的基石上。隨後是十二使徒定額組會長培道‧潘會長（Boyd K. Packer）還有教會其他的領袖。
共有11,617人參加了第一屆奉獻會，其中約2,900人在聖殿里相遇。其他人在亞美利加岐，猶他和瓦薩奇縣當時的12座支聯會中心以及鹽湖城聖殿廣場上的鹽湖城大禮拜堂也都參加了大會，隨後會議的議事地點也傳到了那裡。像任何聖殿奉獻一樣，其他地方的入場券都是給配稱教會成員一本主教給的聖殿推薦書。第一屆會議的發言人是興格萊，孟森，傅士德和潘。他們的妻子每人都陪著他們去聖殿。
首日約有38,000人參加了三屆奉獻會。在這一周中，興格萊主持了11屆奉獻會並演講，包括奠基儀式。孟森和傅士德分別主持了八屆奉獻會，並分別做了11席演講，其中包括奠基儀式。共有52個政府機構在會議上以及聖殿會長和女會長說演講。

## 外部連結
- 维基共享资源上的相關多媒體資源：猶他州廷帕諾戈斯山聖殿
- Official Mount Timpanogos Utah Temple page （页面存档备份，存于）
- Mount Timpanogos Utah Temple page （页面存档备份，存于）